# Kvænangen (fjord)
Kvænangen est un fjord de Norvège dans le comté de Troms.
Il traverse les municipalités de Skjervøy et Kvænangen.

## Géographie
Le fjord s'étend sur 72 km de long, de la mer de Norvège jusqu'au village de Kvænangsbotn. Le Reisafjorden est un grand fjord qui se sépare à partir du fjord de Kvænangen à l'ouest et du Badderfjorden (en) à l'est. La route européenne E06 traverse le fjord par le Sørstraumen Bridge (en) où il ne mesure plus alors qu'environ 350 mètres de large, juste à l'ouest du village de Sekkemo.
Il y a un certain nombre d'îles dans le fjord. Du côté ouest du fjord se trouvent les îles d'Arnøya, Laukøya, Skjervøya et Kågen. Les plus petites îles de Haukøya, Rødøya, Skorpa, Nøklan et Spildra sont situées au milieu du fjord.

## Faune
Bien qu'ils ne soient pas en grand nombre, les cétacés sont connus pour vivre ou visiter le fjord. Les marsouins communs et les dauphins sont plus fréquemment observés, et des espèces plus grandes telles que les baleines de Minke, les cachalots et les bélugas peuvent également y être observées. Ces dernières années, les baleines à bosse ont commencé à revenir dans les eaux locales pour se nourrir,, et il y a eu une rare observation d'une baleine franche de l'Atlantique nord en danger critique d'extinction,, .